# Jame Bezeklik
Tisoč Budovih jam Bezeklik (kitajsko: 柏孜克里克千佛洞; pinjin: Bózīkèlǐkè Qiānfódòng,  ujgursko بزقلیق مىڭ ئۆيى ) je kompleks budističnih jam, ki izvirajo iz 5. do 14. stoletje med mestoma Turpan in Šanšan (Loulan) na severovzhodu puščave Takla Makan blizu starodavnih ruševin Gaočanga v dolini Mutou, soteski v Ognjenih gorah, v pokrajini Šindžjang na zahodu Kitajske. So visoko v pečinah zahodne doline Mutou pod Ognjenimi gorami; večina ohranjenih jam izvira iz zahodnoujgurskega kraljestva okoli 10. do 13. stoletja.

## Stenske poslikave Bezeklik
Na tem mestu je 77 v skalo vklesanih jam. Večina ima pravokotne prostore z zaobljenimi loki, ki so pogosto razdeljeni na štiri dele, od katerih ima vsak poslikavo Bude. Učinek je, da je celoten strop prekrit s stotinami fresk Bude. Nekatere freske prikazujejo velikega Budo, obkroženega z drugimi figurami, vključno s Turki, Indijci in Evropejci. Kakovost stenskih poslikav se razlikuje, pri čemer so nekatere umetniško naivne, druge pa mojstrovine verske umetnosti. Stenske poslikave, ki najbolje predstavljajo Bezeklik tisočerih Budovih jam, so velike poslikave, ki so jih poimenovali Praṇidhi Scene, slike, ki prikazujejo Sakjamunijevo »obljubo« ali praṇidhi iz njegovega prejšnjega življenja.
Profesor James A. Millward je prvotne Ujgure opisal kot fizično mongoloidne, pri čemer je kot primer navedel slike ujgurskih pokroviteljev v Bezekliku v templju 9, dokler se niso začeli mešati s prvotnimi indoevropskimi toharskimi prebivalci Tarimske kotline. Glede na genetsko študijo zgodnjih ujgurskih ostankov iz Ujgurskega kaganata v Mongoliji pa so bili Ujguri dejansko pretežno zahodnoevrazijci, ki so bili genetsko podobni iranskim Alanom in Sarmatom, s precejšnjo vzhodnoevrazijsko primesjo. Mešanica vzhoda in zahoda v Ujgurskem kaganatu naj bi se zgodila okoli leta 500 našega štetja. Budistični Ujguri so ustvarili freske Bezeklik. Vendar pa Peter B. Golden piše, da Ujguri niso samo prevzeli pisnega sistema in verskih navad indoevropskih Sogdijcev, kot so manihejstvo, budizem in krščanstvo, ampak so na Sogdijce gledali tudi kot na »mentorje«, medtem ko so jih postopoma nadomeščali v njihove vloge kot trgovci na svilni poti in prenašalci kulture. Dejansko so Sogdijci, ki nosijo svilena oblačila, vidni v prizorih praṇidhi na poslikavah Bezeklik, zlasti v prizoru 6 iz templja 9, ki prikazuje sogdijske donatorje Budi. Čeprav so slike nekoliko pod vplivom Indije, so nanje v prvi vrsti vplivali kitajski in iranski slogi, zlasti sasanidsko krajinsko slikarstvo. Albert von Le Coq je bil prvi, ki je proučeval stenske poslikave in leta 1913 objavil svoje ugotovitve. Opazil je, kako je v prizoru 14 iz templja 9 ena od figur zahodnoevrazijskega videza z zelenimi očmi, oblečena v zelen s krznom obrobljen plašč, s skledo s tem, za kar je domneval, da so vreče zlatega prahu, je nosil klobuk, za katerega je ugotovil, da spominja na pokrivala sasanidskih perzijskih princev.
Budistični Ujguri iz kraljestva Čočo in Turfan so bili spreobrnjeni v islam z osvajanjem med gazatom (sveto vojno) v rokah vladarja muslimanskega Čagatajskega kanata Khizr Khoja (vladal 1389–1399). Potem ko so bili spreobrnjeni v islam, potomci prej budističnih Ujgurov v Turfanu niso uspeli ohraniti spomina na zapuščino svojih prednikov in so napačno verjeli, da so bili »neverni Kalmuki« (Džungarji) tisti, ki so zgradili budistične spomenike na njihovem območju.
Freske v Bezekliku so bile precej poškodovane. Veliko templjev je poškodovalo lokalno muslimansko prebivalstvo, katerega vera je prepovedovala figurativne podobe čutečih bitij; vsi kipi so bili uničeni, nekatere slike umazane, druge zamazane z blatom, oči in usta so bili pogosto iztaknjeni zaradi lokalnega prepričanja, da lahko figure sicer ponoči oživijo. Michael Dillon je menil, da so jame Bezeklik primer religiozno motiviranega ikonoklazma proti upodabljanju verskih in človeških podob. Kosi poslikav so bili tudi odlomljeni, da bi jih domačini uporabili kot gnojilo. V poznem 19. in zgodnjem 20. stoletju so evropski in japonski raziskovalci našli nedotaknjene stenske poslikave, zakopane v pesek, mnoge pa so bile odstranjene in razpršene po vsem svetu. Nekatere najbolje ohranjene freske je odstranil nemški raziskovalec Albert von Le Coq in jih poslal v Nemčijo. Veliki deli, kot so tisti, ki prikazujejo prizor praṇidhi, so bili trajno pritrjeni na stene v Etnološkem muzeju v Berlinu. Med drugo svetovno vojno jih ni bilo mogoče odstraniti na varno in so bili zato uničeni, ko so zavezniki bombardirali Berlin. Druge predmete lahko zdaj najdete v različnih muzejih po svetu, kot so Ermitaž v Sankt Peterburgu, Tokijski narodni muzej na Japonskem, Britanski muzej v Londonu ter nacionalna muzeja Koreje in Indije.
Digitali prikaz fresk Bezeklik, ki so jih odstranili raziskovalci, je bil prikazan na Japonskem.

## Gallery
- Pogled na dolino
- Pogled na jame
- Bližji pogled na jame
- Freske Bude
- Freske Bude
- Ujgurski princ
- Ujgurske princese, jama 9, Museum für Asiatische Kunst
- Ujgurski princi v oblačilih in pokrivalih, jama 9.
- Praṇidhi prizor št. 5, tempelj št. 9
- Podrobnosti prizora Praṇidhi št. 5. Budistični menihi toharskega[15]ali sogdijskega izvora na levi in vzhodnoazijski na desni
- Ujgurska slika s poslikav Bezeklik
- Praṇidhi prizor št. 6, tempelj št. 9
- Podrobnosti, ki prikazujejo sogdijske donatorje Budi
- Indijska brahmanska figura iz jame 9, datirana v 8.–9. stoletje našega štetja, stenska poslikava
- Fragment budistične stenske poslikave
- Trgovci, dinastija Tang
- Ujgurska donatorka s poslikav Bezeklik
- Ujgurski plemič s poslikav Bezeklik